# 大花福禄草
大花福禄草（学名：Arenaria smithiana）是石竹科无心菜属的植物，为中国的特有植物。分布在中国大陆的西藏、云南等地，生长于海拔4,000米至4,500米的地区，多生长在高山草甸，目前尚未由人工引种栽培。

## 别名
云南雪灵芝（中国高等植物较长补编）